# 福牛樂樂

2008年夏季残奥会吉祥物

福牛乐乐是2008年夏季残奥会的吉祥物。與福娃一樣，设计者是清华大学美术学院教授吴冠英，於2006年9月6日发布。
福牛乐乐代表着顽强、乐观与默默无闻的精神，同时也有祥和、风调雨顺的意思。它代表了奧運旗裏的白色。